# 보르츠
보르츠(몽골어: борц)는 그늘에 매달린 긴 조각으로 자른 공기 건조 고기이다. 몽골 유목민의 생활 방식과 지역 기후 조건은 고기를 보존하는 특별한 방법을 만들어냈다. 가장 널리 쓰이는 고기는 공기 건조된 보르츠('bortsloh')이다.

## 준비
신선한 고기는 두께 2-3cm, 너비 5-7cm의 긴 조각으로 자르다. 스트립은 공기가 자유롭게 순환되는 게르(유르트) 지붕 아래 줄에 매달려 있다. 약 한 달이 지나면 고기가 건조되어 작고 단단하며 나무 같은 갈색 막대기로 변한다. 이 보존 방법은 고기의 부피를 상당히 줄인다. 말린 보르트는 작은 조각으로 부수거나 거칠고 섬유질 가루로 갈아준다. 공기와 접촉할 수 있는 리넨 백에 보관된다. 몽골의 건조한 기후에서 이 저장 방법은 몇 달 또는 몇 년 동안 고기의 품질을 보존한다. 요즘에는 보르트도 산업적으로 제조되며 종이 봉지에 담긴 킬로그램 단위로 구입할 수 있다. 이것은 고기를 말릴 게르가 없는 도시 거주자들에게 매우 편리하다. 그러나 전통주의자들은 그러한 제품의 맛이 수제 품종의 맛과 경쟁할 수 없다고 주장한다.
Borts는 다른 현대 현장 배급보다 영양가가 높고 맛이 더 좋다고 한다. 옛날부터 확인되지 않은 방법이 있다. 몽골 귀족들은 몇 달 동안 보르트에 의존했다. 3년 동안 조심스럽게 말린 다음 체에 모두 들어갈 수 있을 때까지 고운 가루로 빻는다. 그것은 소의 고기 전체가 소의 방광에 들어갈 수 있도록 보르트의 부피를 더 줄인다. 이렇게 준비된 보르트 한 꼬집만으로도 수프 형태로 3~4명이 먹을 수 있다고 한다.

## 같이 보기
- 마른 고기